# Física nuclear

Model de la reacció nuclear entre dos isòtops d'hidrogen (deuteri i triti) que es fusionen formant heli i alliberant energia.

La física nuclear és la branca de la física que s'ocupa de l'estudi dels nuclis atòmics i de la radiació atòmica que s'hi pot generar. Aquesta disciplina s'ocupa de l'estructura del nucli atòmic, del seu comportament i de les forces i les interaccions que es produeixen entre les partícules que els componen i amb d'altres nuclis. Un nucli atòmic és un sistema quàntic governat per la interacció forta, la interacció feble i la interacció electromagnètica. No s'ha de confondre la física nuclear amb la física atòmica, que s'ocupa de l'estudi de l'àtom en el seu conjunt, incloent-hi els electrons i tampoc amb la física de partícules, que s'ocupa de l'estudi de les partícules elementals que formen la matèria i de les radicacions.
La física nuclear es podria dividir en física de l'estructura nuclear, que abastaria totes les teories relatives a la formació, la cohesió i les propietats mesurables dels nuclis (com la massa, els nivells energètics, la desintegració nuclear, etc.) i física de les reaccions nuclears, que s'ocuparia dels processos en que dos o més nuclis interaccionen col·lidint per a formar d'altres nuclis, de vegades emetent d'altres partícules, fragmentant-se, fonent-se o simplement canviant el seu estat de moviment.
Tanmateix, aquestes dues subdisciplines es troben estretament interconnectades, cal tenir present que el coneixement que tenim sobre l'estructura nuclear prové gairebé de manera exclusiva de l'estudi de les reaccions i dels processos de desintegració radioactiva, naturals o artificials. Les reaccions nuclears que es manifesten a la natura són els de desintegració o transmutació i les reaccions termonuclears que es produeixen a les estrelles, generant llum, calor i altres tipus de radiacions. Per tal de poder estudiar les reaccions nuclears o per recrear les condicions del plasma estel·lar als laboratoris, s'utilitzen acceleradors de partícules de diferents tipus, com per exemple, els generadors de Van de Graaff, els acceleradors lineals, les cambres toroïdals de bobines magnètiques, els betatrons, els ciclotrons o els sincrotrons.
La recerca abasta camps com la física nuclear de baixes energies (estudi dels estats fonamentals i excitats de nuclis estables i exòtics o dels mecanismes de reacció entre nuclis atòmics), la física hadrònica (estudi de les propietats de la interacció forta que se'n deriven de la cromodinàmica quàntica i dels fenòmens que porta associats, com la formació de mesons i barions) o l'estudi del plasma de quarks i gluons. La física nuclear també té aplicacions en el camp de l'astrofísica, en estudis com ara el de la formació de nuclis (per exemple, la nucleosíntesi primordial, la nucleosíntesi estel·lar o la nucleosíntesi explosiva) o el de la matèria densa (supernoves, estrelles de neutrons o nanes blanques).
És coneguda majoritàriament per la societat pel seu paper en l'energia nuclear a les centrals nuclears i al desenvolupament d'armes nuclears, tant de fissió com de fusió nuclear.

## Història
La història de la física nuclear com a disciplina separada de la física atòmica va començar amb els descobriments de la radioactivitat, per Henri Becquerel el 1896 mentre investigava la fosforescència amb sals d'urani i de l'electró, un any més tard per Joseph John Thomson. Ambdós descobriments indicaven que l'àtom tenia una estructura interna. A inicis del segle XX el model atòmic acceptat era el proposat per J. J. Thomson, l'àtom era una esfera de material carregada positivament que tenia al seu interior partícules carregades negativament disposades aleatòriament, els electrons.
Durant els anys següents la investigació de la radioactivitat es va generalitzar entre els físics, entre d'altres es poden destacar Marie Curie, Pierre Curie i Ernest Rutherford. Durant els primers anys del segle XX els científics ja havien descobert tres tipus de radicació que emanava dels àtoms i que van anomenar alfa, beta i gamma. Els experiments del 1911 d'Otto Hahn i els de James Chadwick del 1914, van descobrir que l'espectre de la radiació beta no era discret sinó continu. És a dir, els electrons eren ejectats fora de l'àtom amb una gamma contínua d'energies, i no només per a certes quantitats d'energia, com s'havia observat prèviament, en el cas de les radiacions alfa i gamma. Aquesta observació experimental va suposar un problema per a la física nuclear de l'època, perquè semblava indicar que l'energia no es conservava per a aquest tipus de radiació. El problema no seria resolt fins al 1933 per Enrico Fermi
.
El Premi Nobel de Física del 1903 va ser atorgat conjuntament a Becquerel, pel descobriment de la radioactivitat espontània, i a Marie i Pierre Curie per la subsegüent investigació de la radiació. Rutherford seria premiat l'any 1908 amb el Premi Nobel de Química per les seves experimentacions en la desintegració d'elements i la química dels materials radioactius.
El 1905, Albert Einstein va formular la idea de l'equivalència entre massa i energia, establint la relació entre l'energia emesa per un cos radiant i la variació de la seva massa, però caldria esperar a la descoberta de que el nucli està format per partícules més petites, els nucleons, per a disposar d'una explicació de l'origen de l'energia emesa per la radioactivitat.

### La descoberta del nucli
El 1906, Ernest Rutherford va publicar El retard de les partícules α de radi en passar a través de la matèria, el 1908, Hans Geiger va presentar una expansió d'aquest treball a una comunicació a la Royal Society on descrivia els experiments que ell i Rutherford havien fet fent passar partícules alfa a través d'aire, d'una làmina d'alumini i una d'or. El mateix any 1909, Geiger i Ernest Marsden van publicar un treball sobre la reflexió de les partícules alfa que seria notablement ampliat i publicat el 1910 per Geiger.
Es considera que les dates claus que marquen el descobriment del nucli són el 7 de març de 1911, quan Rutherford va fer pública la seva explicació de la dispersió de les partícules elèctricament carregades, avui coneguda com a dispersió de Rutherford, i maig de 1911, quan el treball es va publicar amb més detall al Philosophical Magazine. Tanmateix, el terme "nucli" no apareixeria publicat fins al 1913, fins llavors s'havia utilitzat la denominació de càrrega central.

### Eddington i la fusió nuclear estel·lar
Cap a l'any 1920, Arthur Eddington va anticipar el descobriment i el mecanisme dels processos de fusió nuclear a les estrelles, en el seu article The Internal Constitution of the Stars. En aquell moment, la font de l'energia estel·lar era un misteri complet; Eddington va especular correctament que la font era la fusió d'hidrogen en heli, alliberant una enorme energia segons l'equació d'Einstein E = mc 2. Aquest va ser un desenvolupament particularment notable, ja que en aquell moment encara no s'havien descobert la fusió i l'energia termonuclear, i fins i tot, no se sabia que les estrelles es componen en gran part d'hidrogen (vegeu metal·litat).

### Estudis de l'espín nuclear
El model de Rutherford va funcionar força bé fins que Franco Rasetti va fer estudis sobre l'espín nuclear a l'Institut Tecnològic de Califòrnia el 1929. L'any 1925 se sabia que els protons i els electrons tenien cadascun un espín ± 1⁄2. En el model de Rutherford del nitrogen-14, 20 del total de 21 partícules nuclears haurien d'haver-se aparellat per cancel·lar el gir de l'altre, i la partícula restant final hauria d'haver deixat el nucli amb un espín net de 1⁄2. Rasetti va descobrir, però, que el nitrogen-14 tenia un gir d'1.

## L'estructura del nucli
Els nuclis dels àtoms són constituïts per nucleons, que poden ser protons i neutrons, ambdues partícules són hadrons perquè son formades per quarks i, atès que sempre en tenen tres, són barions. I també són fermions perquè el seu spin és 1/2 i, per tant, sotmesos al principi d'exclusió de Pauli. Protons i neutrons tenen una massa similar, 1,67262192369×10−27 kg en el cas del protó i 1,67492749804×10−27 kg en el cas del neutró.
Els protons tenen càrrega elèctrica positiva i el seu valor és idèntic al de la càrrega negativa dels electrons de l'àtom. Els neutrons no tenen càrrega elèctrica. El moment magnètic del protó (μp), segons CODATA, és de 1,41060679736×10−24 J⋅T−1 i el del neutró (μn) de −9,6623651×10−24 J⋅T−1
Atès que els protons són carregats elèctricament, la força de repulsió entre les respectives càrregues positives seria suficient per a desintegrar el nucli si no hi hagués alguna altra força que la contrarresti i el mantigui cohesionat. Les quatre forces fonamentals actuen sobre el nucli, però és especialment la força nuclear forta la que juga el paper principal. La força nuclear forta és unes 100 vegades més forta que la força electromagnètica, 1.015 vegades més forta que la força nuclear feble i 1.039 vegades més forta que la força de la gravetat.